# Індекс гендерного розвитку
Індекс гендерного розвитку (англ. GDI – Gender Related Development Index) – це індекс, призначений для вимірювання гендерної рівності.
ІГР разом з показником ступеня реалізації гендерної рівності (GEM – Gender Empowerment Measure) увійшли до «Звіту про розвиток людини» Програми розвитку ООН у 1995 році, аби додати гендерно-чутливий вимір до індексу людського розвитку (HDI – Human Development Index). 
Індекс гендерного розвитку – це міра, яка оцінює вплив людського розвитку на існування гендерних розривів по трьох складових індексу людського розвитку. ІГР враховує не тільки усереднений або загальний рівень благополуччя і достатку в країні, але також те, як цей достаток і добробут розподіляється між різними соціальними групами. 
Індекс людського розвитку, індекс гендерного розвитку та показник ступеня реалізації гендерної рівності були створені в опозицію традиційним способам виміру рівня розвитку через значення валового внутрішного продукту (ВВП) та валового національного продукту(ВНП).

## Визначення та розрахунок
GDI розглядає гендерні розриви в наступних вимірах: очікувана тривалість життя, освіта та дохід (недоплата жінкам). Стосовно очікуваної тривалості життя припускається в середньому п'ять років на користь жінок. Розрив у доходах вимірюється у вигляді фактичного заробітку. Індекс гендерного розвитку не може використовуватися незалежно від індексу людського розвитку, тому GDI не може бути використаний як індикатор гендерних розривів. Можуть розглядатися лише різниці значень індексу людського розвитку та індексу гендерного розвитку. Індекс гендерного розвитку самостійно не є показником гендерних розривів.

## Алгоритм розрахунку індексу гендерного розвитку
Для розрахунку GDI використовується значення HDI для чоловіків та жінок окремо (Technical notes, c. 2-3).
Для того, щоб індикатори, на основі яких буде створений індекс, можна було порівнювати, їх значення нормалізують та приводять до шкали від 0 до 1. Для цього використовують наступну формулу:
{\displaystyle {\text{Індекс по виміру}}=({\text{фактичне значення}}-{\text{мінімальне значення}})/({\text{максимальне значення}}-{\text{мінімальне значення}})}
Станом на 2017 рік ці мінімальні та максимальні значення є наступними:
| Індикатор                                      | Мінімум | Максимум |
| ---------------------------------------------- | ------- | -------- |
| Очікувана тривалість життя при народженні      |         |          |
| Жінки                                          | 22,5    | 87,5     |
| Чоловіки                                       | 17,5    | 82,5     |
| Очікувана тривалість шкільного навчання (роки) | 0       | 18       |
| Середня тривалість шкільного навчання (роки)   | 0       | 15       |
| Оцінений дохід (2011, ПКС в долл. США)         | 100     | 75000    |

Індекс для освіти є середнім геометричним нормованому індексу очікуваної та середньої тривалості навчання.
Значення HDI для чоловіків та жінок розраховується за наступними формулами:
{\displaystyle {HDI_{f}}=(HDI_{Health_{f}}*HDI_{Education_{f}}*HDI_{Income_{f}})^{1/3}}
{\displaystyle {HDI_{m}}=(HDI_{Health_{m}}*HDI_{Education_{m}}*HDI_{Income_{m}})^{1/3}}
GDI є відношенням жіночого HDI до чоловічого HDI:
{\displaystyle GDI={HDI_{f}}/{HDI_{m}}}

## Показники індексу для України
Станом на 2017 рік в Україні загальне значення індексу гендерного розвитку дорівнювало 0,993. Значення за індикаторами :
| Індикатор                                      | Жінки | Чоловіки |
| ---------------------------------------------- | ----- | -------- |
| Очікувана тривалість життя при народженні      | 76,9  | 67,1     |
| Очікувана тривалість шкільного навчання (роки) | 15,2  | 14,9     |
| Середня тривалість шкільного навчання (роки)   | 11,3  | 11,3     |
| Оцінений дохід (2011, ПКС в долл. США)         | 6082  | 10513    |

Індекси по всіх вимірах для України станом на 2017 рік:
{\displaystyle I_{Health_{f}}=(76,9-22,5)/(87,5-22,5)}
{\displaystyle I_{Health_{m}}=(67,1-22,5)/(87,5-22,5)}
{\displaystyle I_{Education_{f}}=(((15,2-0)/(18-0))+(11,3-0)/(15-0))/2=0,799}
{\displaystyle I_{Education_{m}}=(((14,9-0)/(18-0))+(11,3-0)/(15-0))/2=0,790}
{\displaystyle I_{Income_{f}}=(\ln(6082)-\ln(100))/(\ln(75000)-\ln(100))}
{\displaystyle I_{Income_{m}}=(\ln(10513)-\ln(100))/(\ln(75000)-\ln(100))}
HDI для чоловіків та жінок:
{\displaystyle {HDI_{f}}=0,746}
{\displaystyle {HDI_{m}}=0,751}

## Суперечності

### Загальна дискусія
З моменту свого створення у 1995 році, виникло багато суперечностей стосовно надійності та корисності індексу гендерного розвитку для проведення точних порівнянь між різними країнами та сприяння гендерно-чутливому розвитку. Індекс гендерного розвитку критикується за те, що цей показник часто помилково інтерпретується, як незалежна міра гендерних розривів, хоча насправді GDI не може тлумачитися  таким чином, адже GDI  не може бути викорастаний самостійно для пояснення певних явищ, лише в поєднанні з оцінками з індексу людського. Крім того, дані, які необхідні для розрахунку індексу гендерного розвитку, у багатьох країнах не завжди є легкодоступні, що ускладнює однаковий процес вимірювання у  всіх країнах. Також викликає занепокоєння поєднання багатьох різних впливів розвитку в одному вимірі, що може призвести до плутанини у результатах й існуть думки, що індекс гендерного розвитку та показник ступеня реалізації гендерної рівності приховують більше, ніж показують.

### Дискусія про узгодження показника очікуваної тривалості життя
Як вже згадувалося раніше, компонент індексу гендерного розвитку, що стосується очікуваної тривалості життя коригується з припущенням, що жінки, як правило, живуть на п'ять років довше, ніж чоловіки. Це правило обговорювалося, і стверджується, що якщо індекс гендерного розвитку прагне забезпечити справжню рівність, GDI  має прагнути досігнути того, щоб очікувана тривалість життя жінок і чоловіків не відрізнялася. Проте, це може здатися парадоксальним з точки зору наслідків політики, оскільки, теоретично, це може бути досягнуто лише шляхом надання переваг чоловікам, фактично дискримінуючи жінок. Більш того, стверджується, що індекс гендерного розвитку не враховує селективний аборт, а це означає, що зменшення значення  індексу рівня розвитку, що спровокований гендерною нерівністю, менший, оскільки HDI впливає на меншу кількість населення.

### Дискусія стосовно розриву у доходах
Ще одна сфера дискусій стосовно індексу гендерного розвитку, стосується розриву у  доходах. Індекс гендерного розвитку розглядає розрив у доходах з точки зору фактично заробітку. Це проблематично, оскільки чоловіки часто заробляють більше грошей, ніж жінки, але їхні доходи розділяються. Крім того, індекс гендерного розвитку піддавався критиці, оскільки GDI не враховує цінності роботи по догляду, а також інші види робіт, що виконуються в неформальному секторі (наприклад: прибирання, приготування їжі, робота по дому та догляд за дітьми). З іншого боку критика індексу гендерного розвитку полягає в тому, що GDI враховує лише гендерний фактор як фактор нерівності, але не враховує класову, регіональну або расову нерівність, що може бути дуже значущою.  Інший аспект,який критикується, пов'язаний з часткою показника розриву у доходах  в індексі  гендерного розриву, яка полягає в тому, що вона сильно залежить від валового внутрішнього продукту (ВВП) і валового національного продукту (ВНП). Для більшості країн розрив у заробітній платі складає більше 90%  ніж порогове значення зменшення значення індексу рівня розвитку за гендерну нерівність.

### Запропоновані альтернативи
Халісом Акдером у 1994 році альтернативою індексу гендерного розвитку може бути розрахунок окремо чоловічого та жіночого індексу людського розвитку. Іншою альтернативною є міра гендерного розриву, яка може бути інтерпретована безпосередньо як міра гендерної нерівності, замість того, щоб її порівнювати з індексом людського розвитку, як це відбувається з індексом гендерного розвитку. Це усереднить розрив між жінками та чоловіками у рівні людського розвитку. Також замість фактичного доходу використовується залучення на ринку праці. У звіті про людський розвиток 2010 року іншою альтернативою індексу гендерного розвитку було висунуто індекс гендерної нерівності для вирішення деяких недоліків індексу гендерної нерівності. Цей новий експериментальний вимір містить три аспекти: репродуктивне здоров'я, розширення можливостей та участь на ринку праці.